# マリオパーティ2
『マリオパーティ2』（マリオパーティツー、MARIO PARTY 2）は、ハドソンとシーエイプロダクションが開発し、任天堂が1999年12月17日に発売したコンピュータゲーム。マリオパーティシリーズの2作目にあたる。略称は「マリパ2（マリパツー）」。アメリカでは2000年1月24日に、ヨーロッパでは2000年10月12日にそれぞれ発売された。
開発は前作同様ハドソンとシーエイプロダクションが担当。
新規BGMはハドソンのサウンドスタッフである山本裕直、坂東章平、澤口和彦が担当。CMにはビビアン・スーが出演した。

## ストーリー
自分たちの造った遊園地に「マリオランド」と名づけようとすると、ワリオが名前を「ワリオランド」にすべきだと言いだした。すると他のみんなも自分の名前をつけるべきだといい始め、争いになってしまう。そんな中、クッパが現れて遊園地を襲う。それを見たノコノコがマリオたちに事態を知らせるも無視される。そこでキノピオが「クッパを倒したスーパースターの人の名前を遊園地の名前にしたらどうか」という提案をするとみんなは賛成し、クッパを倒しに遊園地に向かった。
遊園地の名前をめぐって6つのテーマランドを舞台に競うことになったマリオたち。はたしてクッパを倒し、遊園地の名前になるスーパースターは誰だろうか。

## システム
基本的には前作とほぼ同様のシステムだが、数々の新要素が追加され、ボードゲームではルールも一部変更された。ボードゲームでは、テーマランド（ボードマップ）ごとに、キャラクターが専用の衣装に着替えて、プレイをする。また、今作からは新しく「アイテム」を使用するシステムが追加された（詳しくは「アイテム」の節を参照）。前作ではボードゲームを1周することでガイドのノコノコから周回ボーナスとして10コイン得ることができたが、今作以降のノコノコのシステムは撤廃され、「ノコノコバンク」としてノコノコバンクマスを通過すると5コインを貯金として減らされるものになった。ミニゲームでは、新たに「バトルミニゲーム」「けっとうミニゲーム」「アイテムミニゲーム」が追加された。今作のボードゲームなどで集めたコインは、「キノキオ」が販売するミニゲームを購入する際に使用する。また、ボードゲーム内で集めたスターは、ゲーム終了後にスター1枚につきコイン50枚と交換される様になった。前作と違い、COMプレイヤーが集めたコインも手に入る。
「ミニゲームランド」では、前作に収録されていた1人用のミニゲームアイランドをリニューアルした「ミニゲームコースター」が用意された。前作のミニゲームアイランドと同様に、ミニゲームを1つずつクリアしていくルールだが、今回は後戻りが出来なくなった。また、はじめに「かんたんコース」「ふつうコース」「むずかしいコース」から、難易度を選べるようになった。

## キャラクター

### プレイヤー
前作と同じ6名を使用できる。
- マリオ
- ルイージ
- ピーチ
- ヨッシー
- ワリオ
- ドンキー

### ガイド・その他
キノピオ
インフォメーションボード画面やボードゲームのガイド、コインとスターの交換、ミニゲームの説明画面など、様々な場面で登場する。ミニゲームでは「5キノピオブロック」「カウント1・2・3」「いろいろダッシュ」「キノピオおんがくたい」「まとあて!ショット!!」に登場する。前作よりさらに出番が増えた。クッパランド開放イベントではミニクッパにさらわれ、進行役も同様に取られるが、結果発表時には何事もなかったかのように定位置にいる。
ノコノコ
アイテムショップやノコノコバンクの管理、アイテムミニゲームの説明をする。ミニゲームでは、「ノコノコころころ」「パネルチェンジ」に登場する。結果発表時にクッパに襲われるシーンがあり優勝プレイヤーに助けられる人物として登場する。
ミニクッパ
ボードマップ上におり、前を通過するプレイヤーから5コインを奪うが、まれに間違えて5コインをくれることもある。キノピオが移動すると、そのキノピオを追うように移動する。他に、アイテムミニゲームや「まとあて!ショット!!」に登場する。
テレサ
ボードマップ中に1～2匹おり、他のプレイヤーからコインやスターを奪ってきてくれる。スターを奪う場合は前作と同様50コイン必要だが、今作からコインを奪う場合は5コインが必要になり、コインを奪われる側はAボタンを連打して被害をへらすことができるようになった。また、アイテム「テレベル」を使用してもテレサを呼び出すことができる。ミニゲームでは、「カウント1・2・3」「ヒュードロやしき」「パネルチェンジ」「キャラクターレース」「テレサめくり」に登場する。
クッパ
クッパマスに止まると登場し、プレイヤーに妨害をする。イベント終了時は手を振る。
キノコまじん
アイテム「まほうのランプ」を使ったときに登場し、スターの位置まで乗せて行ってくれる。
キノキオ
「ミニゲームランド」の案内をしたり、1度遊んだことのあるミニゲームを売ってくれる。
パックンフラワー
ミニゲームパークに登場する。
キノピオはかせ
頭部が白色で紫色の斑点が付いている白衣を着た博士。オプションけんきゅうじょにいて、ゲームの記録を見せてくれる。
バトルキノピオ
頭部が白色で水色の斑点が付いていて、体の部分が赤いキノピオ。ミニゲームランドのミニゲームパーク・ミニゲームスタジアム・ミニゲームコースターの司会として登場する。
ドッスン
パイレーツランドの2か所の分岐点におり、コインを払わないと通してもらえない。また、スペースランドでも登場する。ミニゲームでは、「ムカデGO!GO!」「キャラクターレース」に登場する。
ホージロー
パイレーツランドに登場するサメ。
シュッポー
ウエスタンランドの線路を走っている機関車。跳ねられるとスタート地点へ戻される。
ハナチャン
ウエスタンランドのハナチャンバーにいて、20コインを払うとパーティを開いてくれる。このバーには「BAR」ではなく「MILK」の看板が付いている。
ムーチョ
スペースランドの2か所の交番に巡査として登場する。
バッタン
スペースランドに登場する。また、ホラーランドでは、3か所の分岐点で片方の道をふさいでいる。ミニゲームでは、「キャラクターレース」に登場する。
ボムへい
ミステリーランドに登場する。ミニゲームでは、「カウント1・2・3」「ボムへいスローイン」「キャラクターレース」「いそげ!ボムへいわたし」に登場する。
ヘイホー
ミステリーランドで祈祷師として登場する。ミニゲームでは、「はたあげヘイホー」に登場する。
アイクン
ホラーランドで登場し、2か所間の移動ができる。
おやかたテレサ
ホラーランドで夜のみに登場し、他のプレイヤー3人全員からコインやスターを奪ってきてくれる。
キャプテンクッパ
パイレーツランドで暴れているクッパ。そのマップの優勝したプレイヤーに倒される。
ならずものクッパ
ウエスタンランドで銀行強盗をしているクッパ。そのマップの優勝したプレイヤーに倒される。
クッパこうてい
スペースランドで宇宙征服をもくろむクッパ。そのマップの優勝したプレイヤーに倒される。
スフィンクスクッパ
ミステリーランドでボムへいを人質として捕らえているクッパ。そのマップの優勝したプレイヤーに倒される。
まほうつかいクッパ
ホラーランドで魔法を使っているクッパ。そのマップの優勝したプレイヤーに倒される。
アイアンクッパ
クッパランドで変身したクッパ。そのマップの優勝したプレイヤーに倒される。
ドンカク
4人用ミニゲーム「パンチでアタック」に登場する。
ボブル
4人用ミニゲーム「なわなわピョンピョン」に登場する。
ゼンマイヘイホー
4人用ミニゲーム「ぜんまいヘイホーレース」に登場する。
ゲッソー
ミニゲーム「のぼってマスト」「のっかれボール」「ぷかぷかアイランド」「はっくつ!ハッスル!!」に登場する。
プクプク
ミニゲーム「のぼってマスト」「はっくつ!ハッスル!!」に登場する。
ドン・ブロス
4人用ミニゲーム「ヒップでドン!」に登場する、トーテムポールのようなキャラクター。
キラー
4人用ミニゲーム「ぷかぷかアイランド」に登場する。また、ボードゲームでミニゲームを決めるルーレットの直前に画面上を横切る。
ワンワン
ミニゲーム「いねむりワンワン」「はっくつ!ハッスル!!」に登場する。
クリボー
バトルミニゲームとけっとうミニゲームの司会をする。ミニゲームでは、「パネルチェンジ」に登場する。
ハンマーブロス
4人用ミニゲーム「おたからサブマリン」に登場する。
スローマン
1VS3ミニゲーム「よちよちペンギンリレー」に登場する。

## ゲームモード
今作は「インフォメーションセンター」からプレイするゲームモードを選択する。
テーマランド
1～4人でボードゲームが楽しめる。以下の6種類のテーマランド（ボードマップ）があるが、このうち「クッパランド」だけは初期の5つのマップをクリアしないとプレイできない。詳細はボードゲームの節を参照。
パイレーツランド
海賊になって3つの島を冒険するテーマランド。
ウエスタンランド
ガンマンになって西部開拓時代の街並みを探索するテーマランド。
スペースランド
宇宙パトロール隊になって宇宙ステーションの平和を守るテーマランド。
ミステリーランド
探検家になって4つの遺跡を探検するテーマランド。
ホラーランド
魔法使いになってオバケの住む森を探索するテーマランド。
クッパランド
クッパが造ったテーマランド。このテーマランドのみ、ミニクッパがガイドを務める。
ルールランド
『マリオパーティ2』のボードゲームのルールを、キノピオが説明してくれるランド。
ミニゲームランド
ミニゲームを使った様々なアトラクションを楽しめるランド。アトラクションによってはコインを稼ぐことも可能。
オプションけんきゅうじょ
キノピオはかせが管理している研究所。ステレオ・モノラルの切り替えや、ゲームの成績の閲覧、BGMの試聴などができる。

## ボードゲーム
インフォメーションセンターでプレイしたい「テーマランド」を選ぶと、1 - 4人でボードゲームをプレイすることができる。はじめにプレイするテーマランド（ボードマップ）を選び、ワープドカン内で「参加人数」「使用キャラ」「COMプレイヤーの強さ」「ターン数（20・35・50のいずれか）」「ボーナスのあり・なし」を設定し、最後にターンの順番を決めるとゲームが始まる。設定したターン数が終了した時点で最も多くのスターを持っていたプレイヤーが「スーパースター」となる。

### アイテム
今作からボードゲーム中に「アイテム」を使用できるようになった。アイテムはマップ上の「アイテムショップ」で購入するか、「アイテムミニゲーム」で手に入れることができる。アイテムを既に所持している、あるいはラストターンの場合は手に入れられないが、後述するクッパのショップでは入手できる。アイテムを持っていれば、自分の番でサイコロブロックを叩く前に使うことができる（一部移動している最中に使用するものや、自動的に効果が現れるものもある）。アイテムショップは通常はノコノコのショップ1軒のみだが、「クッパランド」のみノコノコのショップとクッパのショップの2つが設置されている。クッパのショップは下記の通りノコノコのショップよりも価格が高いうえ、何を売ってくれるかはランダム。更に通過するとアイテムを持っていないと問答無用で押し売りされてしまう。ただし、コインが足りない場合やコインを持っていない場合でも「足りない分はまけとくよ」「持ってけ泥棒」と威勢よくアイテムを売ってくれる。

### ラスト5ターンイベント
残り5ターンになるとキノピオが途中経過を発表し、緑ノコノコ、赤ノコノコ、バッタンのいずれかが登場して優勝候補のプレイヤーを1人選ぶ。選ばれたプレイヤーは10コインもらえる。優勝候補は通常、それまでのミニゲームにおけるコイン獲得数最下位のプレイヤーが選ばれるが、バッタンが登場した場合はマリオしか選ばれない（メンバーにマリオがいなければバッタンは登場しない）。さらに、以下のルールが追加される。
- プラスマス・マイナスマスのコインの増減が2倍になる。
- 同じマスに2人以上のプレイヤーが止まると、「けっとうミニゲーム」が発生する（アイテム「けっとうてぶくろ」と同じ内容のイベント）。

### ボーナススター
「ボーナスあり」の設定を選んでいると、ゲーム終了時に3つの「ボーナススター」の受賞者が発表され、条件を満たしているプレイヤーにスターが1つプレゼントされる。ボーナスの内容は以下の通り。
ミニゲームスター
ミニゲームで一番多くコインを稼いだプレイヤーに贈られる。
コインスター
「コインを最も多く持っていたときの枚数」が一番多いプレイヤーに贈られる。
ハプニングスター
「?マス」に止まった回数が一番多いプレイヤーに贈られる。
ちなみに各ボーナスで同率の場合、3人まで該当者全員がスターを貰える。ただし4人同率の場合は誰も貰うことが出来ない。

## ミニゲーム
ボードゲームではターン終了時にミニゲームが発生する。発生するミニゲームのジャンルは各プレイヤーが止まったマスの色によって決定され（緑色のマスの場合は、赤色か青色にランダムで色が変化する）、ミニゲームで勝利したプレイヤーは10コイン得られる。ただし、「ボーナスミニゲーム」の場合は勝ち負けは無く、ミニゲーム中に集めたコインをそのまま得られる。今作はコインをかけて戦う2人用の「けっとうミニゲーム」や、全員からコインを集めて、ミニゲームの勝敗結果に応じて集められたコインが分配される4人用の「バトルミニゲーム」が追加された。また、今作の1人用のミニゲームはアイテムマスに止まった際の「アイテムミニゲーム」と一部のミニゲームのみとなった。ミニゲームは新作の他、前作で好評だった一部の物も改良を施して収録されている。
今作から、ミニゲームの説明画面で大まかなミニゲームの感覚を掴む目的でそのミニゲームの練習ができる「れんしゅう」モードが追加された。このような初心者に対しての考慮が施されるなど、一部のシステムが改善されている。さらに今作からは「4人用」「1vs3」「2vs2」のミニゲームで勝利したプレイヤー・チームには10コインが与えられるというルールに変更され、前作のようにミニゲームで負けるとコインを失う・奪われるルールは廃止された。
ミニゲームは6ジャンルに分けられ、全部で65種類ある。

## ミニゲームコースター
一定のミニゲームを購入すると「ミニゲームランド」の真ん中下に出現する1人用のアトラクション。プレイヤーとパートナーでコースターを進み、ワールドごとに決められたコースのミニゲームをクリア条件に従ってクリアし、全9ワールドをクリアしてゴールを目指す。前作『マリオパーティ』の「ミニゲームアイランド」と違う点は、ゲームのはじめに難易度が選べることと、「後戻りができない」ことである。クリアしていないマスは青、クリアしたマスは黄色で表示される。パートナーは2vs2ミニゲームと1vs3ミニゲームの「まわしてローラー」と「くらやみハンマー」（むずかしいコースのみ）と「おしえてステップ」のみ参加する。
各ワールドのはじめに「セーブマス」が設置されている。セーブマスではゲームのセーブができ、「ミニゲームランド」へ戻ることもできる。ゲームオーバーになったときは最後にセーブしたセーブマスからやり直しとなる。また、ゲームの途中で「中断」することもでき、その場合は「中断セーブ」ができる。なお、次回始めるときに中断セーブのデータは消去される。
ミニゲームをクリアする毎にボーナスとしてコインがもらえるが、ミスをすると画面の左上に表示されたプレイヤーの残り人数が1人減り、残り人数が「0」のときにミスするとゲームオーバーとなる（スタート時のプレイヤーの残り人数は「3」）。コインの枚数は画面の右上に表示され、100コイン集めると残り人数が1人増える。また、ミスせずにミニゲームを連続クリアすると、ミニゲームを連続クリアした回数分に応じて（2連続で2倍、3連続で3倍…）もらえるコインが倍増する。ただし一度ミスすると今までの連続クリアした回数がリセットされる。ゲームオーバーになると最後にセーブした「セーブマス」からやり直しとなり、残り人数は「3」、コイン枚数は「0」にリセットされる。
難易度は「かんたん」がワールド3まで、「ふつう」はワールド6まで、「むずかしい」はワールド9までとなっている（「むずかしい」は「ふつう」をクリアしないと選べない）。
ワールド9に辿り着くと、ミニクッパが3体登場し、1vs3のルールでドッカンせんしゃで対決することになる。これに勝利する事で完全制覇となる。負けても残り人数は減らないため、何度でも挑戦が可能。

## 他機種版
| No. | タイトル                      | 発売日        | 対応機種        | 開発元 | 発売元 | メディア                              | 備考 |
| --- | ----------------------------- | ------------- | --------------- | ------ | ------ | ------------------------------------- | ---- |
| 1   | マリオパーティ2               | 2010年11月2日 | Wii             | 任天堂 | 任天堂 | ダウンロード （バーチャルコンソール） |      |
| 2   | マリオパーティ2               | 2016年3月30日 | Wii U           | 任天堂 | 任天堂 | ダウンロード （バーチャルコンソール） |      |
| 3   | NINTENDO 64 Nintendo Classics | 2022年11月2日 | Nintendo Switch | 任天堂 | 任天堂 | ダウンロード                          |      |

Wii版
目立ったエフェクトの改変が確認されていない。バーチャルコンソールの仕様上、手元のコントローラーの数が1個だろうが、常に4人まで選択できる。ハイパークッパほうのビームが正しく描画されていないといったグラフィックの不具合が確認されている。
Wii U版
他のWii U VC同様、明度が下げられている一方、Wii版で目立っていたハイパークッパほうのビームおよび音のフェードアウトの不具合が修正されている。ボム兵の群衆やアイテムに紫色（または白色）の輪郭がきれいに取り除いている。「まわしてローラー」の電気がわからなくなるほど細くなっている。
NINTENDO 64 Nintendo Classics版
Wii U版に対して明度がオリジナル同様になっている、「まわしてローラー」の電気がオリジナル版とWii U版の中間になっている。Wii U版では解決されていたグラフィックの不具合（ボム兵の群衆やアイテムに紫色の輪郭）が再び蒸し返している。